# Kaleköy
Koordinaten: 36° 11′ 27″ N, 29° 51′ 41″ O

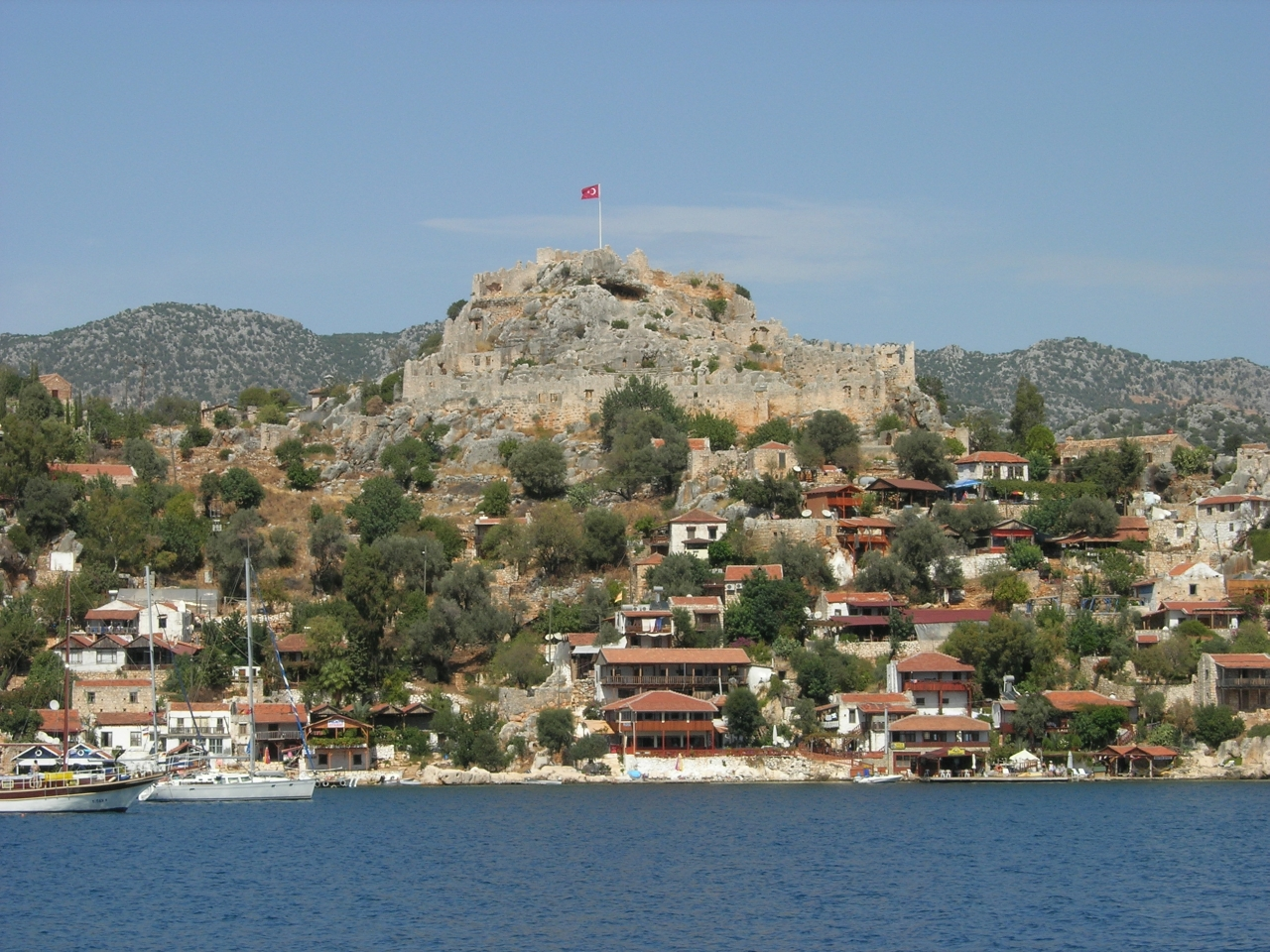
Kaleköy, das antike Simena

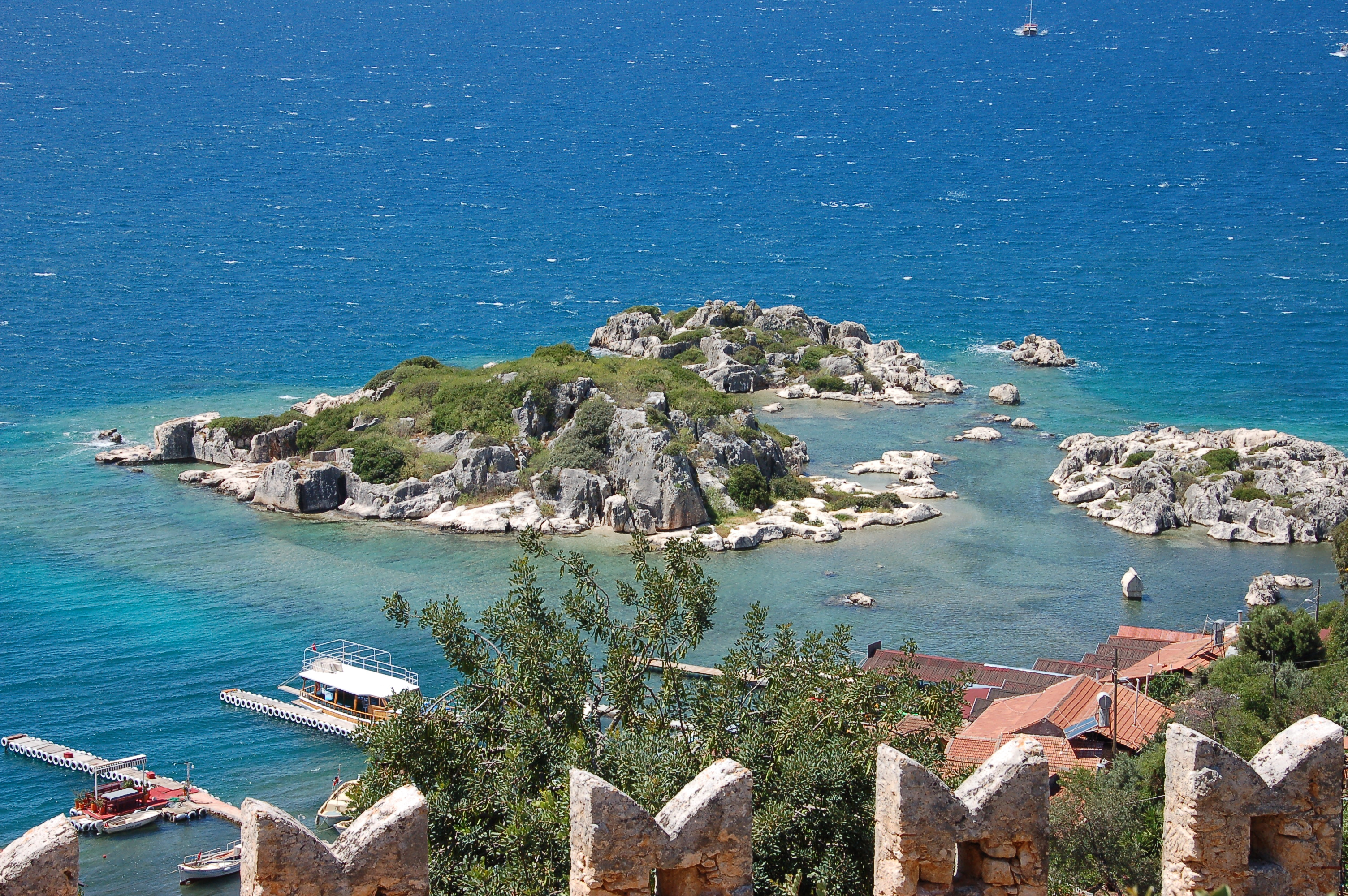
Teile der versunkene Stadt mit dem im Wasser stehenden Sarkophag, Blick von der Burg

Kaleköy (türkisch für „Burgdorf“) ist ein kleiner Ort in der türkischen Provinz Antalya, erbaut auf den Resten der antiken Stadt Simena. Der Ort liegt an der Küste zwischen Kaş und Demre, direkt gegenüber der Insel Kekova und ist auch heute nur zu Fuß oder mit dem Boot erreichbar. 
Einige Grabinschriften und Münzfunde deuten darauf hin, dass der Ort bereits im 4. Jahrhundert v. Chr. existierte. In der Antike gehörte Simena zusammen mit Aperlai, Apollonia und Isinda zum Lykischen Bund, hatte aber nie größere Bedeutung erlangt. Nur wenige Ruinen aus der Antike sind erhalten. Reste der Titus-Thermen liegen heute im Wasser. Auch die Nekropole mit meist römischen Sarkophagen im lykischen Stil sind teilweise versunken. Ein einzelner Sarkophag ragt frei aus dem Wasser, um ihn herum sind die Reste versunkener Wege zu erkennen. Weiter oberhalb ist ein kleines lykisches Theater in den Fels gehauen. Sieben Sitzreihen boten Platz für ca. 300 Personen.
Oberhalb des Ortes ragt eine mittelalterliche Kreuzfahrerburg empor. Sie wurde vom Ritterorden der Johanniter, der bis 1522 auf Rhodos herrschte, auf antiken Fundamenten errichtet. Die Burgmauern mit ihren Schwalbenschwanzzinnen sind gut erhalten. 
Das heutige Kaleköy liegt am Lykischen Weg. Von Üçağız aus führt der Wanderpfad durch eher unwegsames Gelände nach Kaleköy. Die meisten Besucher kommen mit dem Schiff nach Kaleköy. Bootstouren werden von Üçağız, Kaş, Demre und Andriake aus angeboten.